# Возьми мою жизнь
«Возьми мою жизнь» (англ. Take My Life) — британская криминальная драма режиссёра Рональда Нима, которая вышла на экраны в 1947 году.
Фильм поставлен по одноимённому роману 1947 года Уинстона Грэма. Это первая из многочисленных экранизаций произведений Грэма и режиссёрский дебют Рональда Нима.
В этом фильме театрального продюсера Ника Тэлбота (Хью Уильямс) на основании косвенных улик обвиняют в убийстве бывшей подружки, скрипачки Элизабет Расман (Розали Кратчли). Жена Ника, оперная звезда Филлипа Шелли (Грета Гюнт) не верит в это и берётся самостоятельно расследовать дело. Опросив всех, кто знал Элизабет по работе и её мать, Филиппа так и не смогла найти никакой зацепки, пока не наткнулась в вещах Элизабет на ноты незнакомой песни, которые привели её в школу-интернат в Шотландии. Там она познакомилась с директором школы Сидни Флемингом (Мариус Горинг), который, как она выясняет, был мужем Элизабет, и она его недавно бросила. В кульминационной сцене в поезде Сидни сознаётся в убийстве Элизабет, а затем гибнет при попытке вытолкнуть Филлипу из вагона.
Фильм получил высокие оценки критики, отметившей напряжённый сюжет, интересное композиционное решение, отличную постановку, операторскую работу и монтаж, а также сильную игру группы актёров в основных ролях.

## Сюжет
В Лондоне в концертном зале «Ковент-Гарден» идёт подготовка премьеры оперы, продюсером которой является Николас «Ник» Тэлбот (Хью Уильямс), а главную партию исполняет его жена, оперная звезда Филлипа Шелли (Грета Гюнт). В день премьеры темпераментная Филлипа заметно нервничает, и Ник всячески успокаивает её. После спектакля, который проходит с большим успехом, Ник случайно встречает в фойе Элизабет Расман (Розали Кратчли), которая подменяла заболевшую скрипачку из оркестра. В прошлом у Ника был с Элизабет роман, и она до сих пор хранит в медальоне его фотографию. Элизабет рассказывает, что дела у неё идут плохо, и она очень рассчитывает на помощь Ника. Она приглашает Ника вечером к себе домой, написав на визитке свой адрес, что замечает выходящая из гримёрной комнаты Филлипа. Отдав Нику визитку, Элизабет машинально кладёт в карман его серебряный карандаш с личной гравировкой. Ник представляет Элизабет своей жене, после чего они уходят. Дома эмоциональная Филлипа устраивает Нику сцену ревности, и когда он отмахивается от неё полотенцем, Филлипа бросает в него флаконом духов, оставляя рану на лбу. Так как кровь не останавливается, Ник хватает пальто и уходит в аптеку за лекарством.
Тем временем в дом, где живёт Элизабет, заходит мужчина примерно того же возраста и роста и примерно в таком же пальто и фетровой шляпе, как и у Ника. В приступе ярости мужчина душит Элизабет, но она успевает нанести ему удар лампой по лбу, оставляя заметную рану. Чтобы уничтожить улики, мужчина сжигает её тело, полностью уничтожая лицо. Когда мужчина спускается по лестницы вниз, его замечает Грив, муж домохозяйки (Герберт С. Уолтон). Мужчина отворачивает в сторону лицо, так что его невозможно рассмотреть, зато Грив видит, что мужчина прикрывает платком рану на лице. Почуяв запах дыма, он поднимается на второй этаж, где обнаруживает обгоревшее тело квартирантки, после чего вызывает полицию.
Начинается расследование. Опираясь на описание свидетеля, полицейские обзванивают близлежащие больницы в поисках человека, который обращался в связи с травмой на лбу. Тем временем аптекарь, увидев рану Ника, рекомендует ему обратиться в больницу. В то время, как в больнице Нику накладывают на рану швы, раздаётся звонок из полиции, и доктор подтверждает, что у него есть пациент, соответствующий приметам. Ника задерживают и доставляют в Скотленд-Ярд, где он неумело рассказывает историю, что получил рану на лестнице. Когда же он говорит правду, полиция отправляется к Филиппе. Думая, что она таким образом защищает его, Филлипа врёт, что Ник получил травму на улице, что только усложняет положение Ника. Полиция проводит опознание, и среди восьми человек Грив указывает на Ника как на человека, которого вечером встретил на лестнице.
Полиция обнаруживает в комнате Элизабет личный карандаш Ника, а также медальон с его фотографией, а вскоре выясняет, что материальное благосостояние и общественное положение Ника во многом зависит от его жены. Соответственно, у Ника были весомые причины убить Элизабет, которая могла шантажировать его любовной связью. Подозрение вызывает и тот факт, что на момент убийства у Ника нет алиби, а его ложь относительно травмы на лбу свидетельствует о том, что он что-то скрывает. Ника арестовывают, и вскоре дело передаётся в суд. Прокурор (Фрэнсис Л. Салливан), умело манипулируя косвенными уликами, создаёт убедительную картину того, что убийство совершил Ник. В этот момент зритель видит реальную сцену убийства, а также лицо человека, совершившего преступление (Мариус Горинг), который после убийства сразу же направляется на вокзал, и на поезде уезжает в Эдинбург. Там он приходит в свою квартиру, расположенную в кампусе школы-интерната, где на столике у него стоит фотография Элизабет.
Когда Ник оказывается в тюрьме, любящая его Филлипа решает помочь мужу и начинает собственное расследование, лишь немного опираясь на помощь сочувствующего инспектора Скотленд-Ярда Арчера (Генри Эдвардс). Ситуация осложняется тем, у следствия нет ни единой фотографии Элизабет, также ничего не известно о последних трёх годах её жизни, как и том, есть ли у неё живые родственники или знакомые. У инспектора Арчера помимо Ника нет других подозреваемых. Филлипа обходит всех, кто мог что-либо знать об Элизабет, но это ничего не приносит. Наконец, когда Ник вспоминает, что у Элизабет есть мать, которая живёт в Нидерландах, Филлипа летит на встречу с ней. Однако, это также ничего не приносит, так как мать разорвала отношения с Элизабет и уничтожила все её фотографии. Ещё раз просматривая вещи Элизабет, Филлипа находит среди них ноты неизвестной песни, которые копирует себе в тетрадь. Вскоре во время посещения своей сестры миссис Ньюкомб (Марджори Марс) она наигрывает эту мелодию на пианино, и выясняется, что её племянник знает эту песню. Её часто напевал его друг, который раньше учился в Шотландии. Узнав адрес школы друга, Филлипа немедленно садится на поезд и едет в отдаленную школу-интернат, расположенную в маленькой шотландской деревушке.
Директор школы-интерната Сидни Флеминг оказывается тем самым душителем, который убил Элизабет. Филлипа же представляется как миссис Ньюкомб, которая подумывает о том, чтобы направить сына на учёбу в этот интернат. Флеминг же сразу догадывается, кто Филлипа такая, так как видел её фотографию в газетах, но продолжает игру с ней как с миссис Ньюкомб. По её просьбе Флеминг показывает пустынную школу, поскольку все разъехались на каникулы. Когда они заходят в уединённую часовню, Филлипа просит разрешения поиграть на органе. Когда она садится за инструмент и начинает играть известную мелодию, Флеминг подкрадывается к ней сзади с явным намерением убить, но ему мешает неожиданно появившаяся школьная смотрительница. По просьбе Филлипы они проходят в директорский кабинет, где Флеминг показывает ей фотографии различных выпусков школы. Обнаружив, что фотография одного выпуска отсутствует, Филлипа направляется в местное фотоателье, где просит фотографа показать эту фотографию или хотя бы негатив. Флеминг по телефону просит хозяина ателье не давать Филиппе фотографию. Однако жена фотографа, не зная об этом, находит фотографию и отдаёт её. На фотографии Филлипа видит Элизабет вместе с Флемингом, что подтверждает тот факт, что между ними существовала близкая связь.
Филлипа немедленно уезжает на поезде в Лондон в надежде успеть до того момента, когда Нику вынесут приговор. Она так торопится, что не имеет времени позвонить в Скотленд-Ярд по телефону. Флеминг успевает сесть вслед за ней в поезд, и спустя несколько станций они остаются вдвоём в купе. Вскоре в купе заходит совершенно глухой пассажир, и, убедившись в том, что тот ничего не слышит, Флеминг сознаётся Филлипе в том, что Элизабет была его женой, и он убил её в порыве ярости, когда она бросила его из-за его жестокости. Если бы об этом стало известно, это погубило бы карьеру Флеминга и разрушило всю его жизнь. Когда немой пассажир выходит из купе, Флеминг набрасывается на Филлипу, отнимает у неё фотографию, рвёт её и выбрасывает в окно. Затем он пытается вытолкнуть Филлтпу из движущегося поезда, но она сопротивляется, и начинается ожесточённая борьба. В решающий момент заходит немой пассажир, который выталкивает Флеминга из поезда. Так как перед этим Флеминг уничтожил фотографию, у Филлипы снова нет доказательств. Тем не менее по прибытии в Лондон она немедленно направляется к инспектору Арчеру, который успокаивает её, заявляя, что они уже во всём разобрались. Как выясняется, немым человеком в купе был специально направленный детектив Хокинс (Рональд Адам), который уже представил свой отчёт, полностью снимающий все подозрения с Ника.

## В ролях
- Хью Уильямс — Николас Тэлбот
- Грета Гюнт — Филиппа Шелли
- Мариус Горинг — Сидни Флеминг
- Фрэнсис Л. Салливан — прокурор
- Генри Эдвардс — инспектор Арчер
- Розали Кратчли — Элизабет Расман
- Герберт С. Уолтон — Майк Грив
- Марджори Марс — миссис Ньюкомб
- Дэвид Уиллбридж — Лесли Ньюкомб
- Рональд Адам — детектив сержант Хокинс
- Морис Денэм — адвокат
- Нелли Арно — миссис Расман

## История создания фильма
Это первая экранизация романа популярного британского писателя Уинстона Грэма, по книгам которого в дальнейшем был поставлен целый ряд фильмов, среди которых «Фортуна — это женщина» (1957), «Марни» (1964) и «Трость» (1970), а также телесериал «Полдарк» (2015—2019).
До этой картины, которая стала его первым режиссёрским опытом в кино, Рональд Ним работал в разном качестве на таких замечательных фильмах, как «Этот счастливый народ» (1944), «Короткая встреча» (1945) и «Большие надежды» (1946). За свою карьеру он трижды номинировался на «Оскар». В частности, за фильм «Один из наших самолётов не вернулся» (1943) он был номинирован за лучшие спецэффекты, а позднее получил номинации как сценарист фильмов «Короткая встреча» и «Большие надежды».
В начальной части фильма действие сопровождается закадровым комментарием актёра Фрэнсиса Л. Салливана, который играет умного и саркастичного королевского прокурора, обвиняющего главного героя в убийстве. Предвзятое изложение дела прокурором не всегда совпадает с тем, что происходило на самом деле и что видит зритель на экране.
Съёмки фильма проходили на студии Pinewood Studios, а натурные съёмки — на железнодорожном вокзале Йорка (англ.  York railway station).
Фильм вышел в прокат в Великобритании 30 мая 1947 года и в США 18 января 1949 года.

## Оценка фильма критикой
После выхода картины рецензент газеты Evening Standard назвал его «лучшим фильмом недели», далее отметив, что «став режиссёром этого холодного, скромного триллера, Ним привнес в него нечто такое, что превзошло сценарий, который сам по себе написан блестяще — редкую для кино атмосферу и точность визуального наблюдения». Критик также отметил «выдающийся актёрский состав, включающий Фрэнсиса Л. Салливана, Мариуса Горинга, Генри Эдвардса и Розали Кратчли».
Обозреватель газеты The Boston Globe Марджори Адамс написала, что «в детективных историях, как в литературе, так и в кинематографе, англичане преуспевают», и этот фильм «оказывается в меру хорошо рассказанным, очень напряженным и хорошо сыгранным детективом». По мнению критика, фильм «стоит посмотреть всем любителям детективов по причине его оригинальности, даже несмотря на то, что большая часть улик получена случайно. По крайней мере, вы будете в восторге почти от каждой минуты полуторачасового действия».
По мнению кинокритика Ричарда Маллета, «это отличный триллер», который можно охарактеризовать как «операторская картина». Это первая режиссёрская работа мистера Нима, до сих пор известного в мире кино как оператор-постановщик, и «он многое дал камере». Маллет рекомендует обратить внимание на превосходную проработку деталей в фильме, в частности, на звук в некоторых сценах. Он также отмечает, что «игра актеров гладкая, лёгкая, их приятно слушать и на них приятно смотреть; диалоги необычайно грамотны, и их стоит послушать; а визуальная сторона фильма вознаграждает за внимание и часто доставляет удовольствие».
Обозреватель монреальской Montreal Gazette написал, что «саспенс, несомненно, является ключевой нотой этого триллера, и он ни на секунду не ослабляет своей власти над вами. Фильм, по сути, представляет собой состязание между неумолимым действием английского закона и отчаянными попытками женщины спасти своего мужа от виселицы».
Журнал Kinematograph назвал картину «первоклассной криминальной мелодрамой и женской картиной в одном флаконе, и это позволит ей занять достойное место в кассовых рейтингах». По словам критика, «картина точно и зрелищно представляет факты и выстраивает их в детективную пьесу, которая сочетает в себе всё необходимое для неопровержимого доказательства греховности косвенных улик». Структура картины осложнена закадровым комментарием и ретроспективными кадрами, но «такие драматические приёмы только усиливают художественный эффект». Как отмечается далее, «в картине привлекает необычная, интригующая и захватывающая история, очень хорошие образы, оригинальная режиссура, отличная постановка и детализация, ярко выраженный женский ракурс и напряженная кульминация». Как отмечено в рецензии, «режиссёр Рональд Ним и оператор Гай Грин достойно справились с этой задачей. придерживайтесь высоких традиций кинематографа… Как актёрская игра, так и а детали безупречны, тонко подчеркивая волнующее действие картины и придавая ей женственную привлекательность». По мнению критика, «Хью Уильямс хорошо справляется с ролью Николаса, с которым грубо обошлись, Грета Гюнт привлекательна, решительна и притягательна в роли Филлипы, а Мариус Горинг в роли Флемминга по-настоящему зловещ». Следует также отметить Розали Кратчли и Фрэнсиса Л. Салливана в роли безжалостного адвоката.
Как полагает современный историк кино Дэвид Вайнъярд, «это классический фильм в жанре саспенса, о котором вы, возможно, никогда не слышали, и вам стоит с ним познакомиться… Это действительно исключительно хорошо, и это больше, чем просто слова поклонника жанра». Критик полагает, что «фильм не только прекрасно написан Уинстоном Грэмом и поставлен режиссером Рональдом Нимом, у него также первоклассная музыка и выдающаяся операторская работа Гая Грина, а также творческий монтаж и композиционное построение, которые заметно усиливают воздействие фильма». По мнению критика, «это прекрасный фильм в жанре саспенса, который приятно смотреть, он изобретательно смонтирован, снят и срежиссирован всегда интересным Нимом… Монтажёр также проделал выдающуюся работу, которая так же важна для конечного продукта, как сюжет или персонажи».